# 斯特里亚诺
斯特里亚诺（義大利語：Striano），是意大利那不勒斯省的一个市镇。总面积7平方公里，人口8266人，人口密度1180.9人/平方公里（2009年）。ISTAT代码为063081。